# Witold Gombrowicz
Witold Marian Gombrowicz (Małoszyce, 4 de agosto de 1904 – Vence, 24 de julho de 1969) foi um escritor e dramaturgo Polaco. As suas obras caracterizam-se por uma profunda análise psicológica, um certo sentido do paradoxo e absurdo, tendo ainda um certo "travo" anti-nacionalista. Em 1937, publicou seu primeiro romance, Ferdydurke, onde se encontram muitos dos temas que aborda na sua obra: os problemas da imaturidade e da juventude, a criação da identidade por meio da interação social e um exame irónico e crítico do papel das classes na sociedade e cultura da Polónia do início do século XX. Pouco antes do início da Segunda Guerra Mundial emigrou para a Argentina, onde viveu cerca de 23 anos. A edição francesa de dois dos seus romances nos anos sessenta do século XX trouxe-lhe o reconhecimento público e a fama no fim da vida, sendo actualmente considerado um dos maiores nomes da literatura Polaca.
Em Portugal, algumas das suas obras foram traduzidas por Luísa Neto Jorge e levadas à cena pelo Teatro Experimental de Cascais.
Dele o seguinte trecho de sua obra de filosofia, que sintetiza um curso que deu para sua esposa e uma amiga dela. No livro: "O curso de filosofia em seis horas e quinze minutos", que foi dado de 27 de abril a 25 de maio de 1969 para sua própria mulher Maria Rita Labrosse e para uma amiga dela chamada Dominique de Roux e que ajudou o grande  escritor polonês a suportar os últimos meses de sua vida, na luta contra um câncer terminal, ele nos legou a seguinte e valiosa lição:
"... a escolha não é a escolha de um fato, é a escolha de um valor. Eu não posso escolher livremente meu tamanho, mas depende de mim, considerar minha estatura como qualidade ou defeito."

## Principais obras
- Kosmos, novela, 1965
- Historia, teatro, 1962
- Pornografia, novela, 1960
- Dzienniki (Diários), 1953–1969
- Trans-Atlantyk, novela, 1953
- Ślub (O Casamento), teatro, 1953
- Ferdydurke, novela, 1937
- Iwona, księżniczka Burgunda (Yvonne, Princesa da Borgonha), teatro, 1935
- Memórias dos tempos da imaturidade, (mais tarde renomeado Bakakaj), colecção de pequenos contos, 1933

## Obra publicada em português (lista parcial)
- Ferdydurke, 7 Nós Editora, 2011, ISBN: 978-989-8306-05-0
- Cosmos, Vega, Lisboa, 1995. ISBN: 978-972-699-453-4
- Contos Polacos, Editorial Estampa, 1997.
- A Pornografia, Relógio D'Água, 1988. ISBN: 978-972-708-073-1
- Morte ao Dante, & Etc., 1987. ISBN: 014-400-012-605-3
- Curso de Filosofia em Seis Horas e Quinze Minutos, Editorial Teorema, 1996. ISBN: 978-972-695-259-6
- Contra Os Poetas, Edições Antígona, 1989. ISBN: 978-972-608-007-7